# Peter Doyé
Peter Karl Doyé (* 28. Mai 1927 in Berlin; † 8. Juni 2019 in Weddel) war ein deutscher Anglist, Fachdidaktiker und Hochschullehrer.

## Leben und Wirken
Peter Doyé studierte von 1947 bis 1951 Anglistik, Romanistik und Pädagogik an der Pädagogischen Hochschule Berlin und an der Humboldt-Universität. Die beiden Staatsexamen für den höheren Schuldienst legte er 1951 und 1953 ab. Bis 1960 war er dann als Gymnasiallehrer im Schuldienst in Berlin tätig. 1960 wurde er wissenschaftlicher Assistent und 1962 Dozent an der PH Berlin für Didaktik der Neueren Sprachen. Von 1966 bis 1978 lehrte er an der Pädagogischen Hochschule Braunschweig, von 1978 bis 1995 schließlich an der Technischen Universität Braunschweig und zwar Englische Sprache und ihre Didaktik.
Schwerpunkt seiner wissenschaftlichen Arbeit war der Fremdsprachenunterricht  (insbesondere für die englische Sprache) und dessen Didaktik, nicht zuletzt auch in der Verbindung mit Politischer Bildung und dem bilingualen Unterricht in der Grundschule und im Kindergarten. Im Ruhestand beschäftigte er sich weiter mit interkultureller Kommunikation und bilingualem Unterricht vor allem für Schülerinnen und Schüler aus der Türkei und Italien. 2017 wurde ihm der Verdienstorden der Italienischen Republik verliehen.

## Veröffentlichungen (Auswahl)
- (Mitautor): Englisch im Primarbereich (= Schulversuche und Schulreform, Bd. 8). Schroedel, Hannover 1975, ISBN 3-507-00766-5.
- mit Dieter Lüttge: Untersuchungen zum Englischunterricht in der Grundschule. Bericht über das Braunschweiger Forschungsprojekt "Frühbeginn des Englischunterrichts", FEU. Westermann, Braunschweig 1977, ISBN 3-14-167165-6.
- mit Lutz Doyé: Die Feststellung von Ergebnissen im Englischunterricht (= Moderner Englischunterricht. Bd. 10). Schroedel, Hannover 1981, ISBN 3-507-39039-6.
- The language of education (= Monographien Fremdsprachen. Bd. 9). Scriptor-Verlag, Königstein/Ts. 1981, ISBN 3-589-20765-5.
- Systematische Wortschatzvermittlung im Englischunterricht. 7. Auflage. (= Moderner Englischunterricht. Bd. 7). Schroedel, Hannover 1985, ISBN 3-507-39037-X.
- Typologie der Testaufgaben für den Englischunterricht. Langenscheidt-Longman, München 1986, ISBN 3-526-50854-2.
- (Hrsg. u. Mitautor): Aktuelle Fragen der Fachdidaktik (= Braunschweiger Arbeiten zur Schulpädagogik. Bd. 2). TU Braunschweig 1986.
- mit Ute Rampillon: Vertretungsstunden im Englischunterricht. Unterrichtsmaterialien und methodische Anregungen. Hueber, München 1986, ISBN 3-19-006998-0.
- Typologie der Testaufgaben für den Unterricht Deutsch als Fremdsprache. Langenscheidt, Berlin u. a. 1988, ISBN 3-468-49437-8.
- (Hrsg.): Die Beziehung der Fremdsprachendidaktik zu ihren Referenzwissenschaften. Narr, Tübingen 1988, ISBN 3-87808-914-7.
- (Hrsg.): Großbritannien. Seine Darstellung in deutschen Schulbüchern für den Englischunterricht (= Studien zur internationalen Schulbuchforschung. Bd. 72). Diesterweg, Frankfurt am Main 1991, ISBN 3-88304-272-2.
- The intercultural dimension. Foreign language education in the primary school. Cornelsen, Berlin 1999, ISBN 3-464-02315-X.
- (Hrsg.): Kernfragen des Fremdsprachenunterrichts in der Grundschule. Westermann, Braunschweig 2005, ISBN 3-14-162073-3.
- Interkulturelles und mehrsprachiges Lehren und Lernen. Zwölf Beiträge zur Fremdsprachendidaktik. Narr, Tübingen 2008, ISBN 978-3-8233-6370-5.
- Didaktik der bilingualen Vorschulerziehung. Dargestellt am Beispiel der vorschulischen Einrichtungen in Berlin und Wolfsburg. Narr, Tübingen 2009, ISBN 978-3-8233-6459-7.
- mit Franz-Joseph Meißner (Hrsg.): Lernerautonomie durch Interkomprehension. Projekte und Perspektiven. Narr, Tübingen 2010, ISBN 978-3-8233-6548-8.
- mit Bettina King: Kindergarten goes bilingual. Praxismaterialien für die bilinguale Vorschulerziehung. Partnersprache Englisch. Olms, Hildesheim 2010, ISBN 978-3-487-08849-5.
- mit Cecilia Hausmann: Educación bilingue. Spanisch im bilingualen Kindergarten. Olms, Hildesheim 2011, ISBN 978-3-487-08859-4.
- mit Angela Manazza und Francesca Posillico: Vivere due lingue. Italienisch im bilingualen Kindergarten. Olms, Hildesheim 2011, ISBN 978-3-487-08858-7.
- mit  Catherine Jereczek: Enfance bilingue. Französisch im bilingualen Kindergarten. Olms, Hildesheim 2012, ISBN 978-3-487-08871-6.
- Lernen in zwei Sprachen. Deutsch im bilingualen Kindergarten. Olms, Hildesheim 2012, ISBN 978-3-487-08870-9.
- mit  Leyla Şimşek-Yılmaz: Canh Türkce. Türkisch im bilingualen Kindergarten. Olms, Hildesheim 2017, ISBN 978-3-487-08878-5.

Festschrift
- Manfred Erdmenger (Hrsg.): Interkulturelle Bildung und Sprachen. Englisch, Französisch, Hopi, Walisisch. Festschrift für Peter Doyé (= Braunschweiger Arbeiten zur Schulpädagogik. Bd. 9). Technische Universität Braunschweig 1992, ISBN 3-928445-06-5.